# Dawstwo komórek jajowych
Dawstwo komórek jajowych to proces, w którym kobieta przekazuje swoje komórki jajowe, aby umożliwić innej kobiecie zajście w ciążę w ramach leczenia bezpłodności lub do badań biomedycznych. Niezapłodnione jaja można zamrażać i przechowywać w bankach biomedycznych do późniejszego wykorzystania.
Dawstwo komórek jajowych po raz pierwszy zostało opisane w literaturze medycznej w 1983 roku. Metoda jest wykorzystywana m.in. w przypadkach takich jak zespół przedwczesnego wygaśnięcia czynności jajników, dysgenezja gonad, wielokrotne niepowodzenia leczenia metodą pozaustrojowego zapłodnienia, choroby dziedziczne oraz, czasami, naturalna menopauza.
Według badań z 2020 r., dla kobiet po menopauzie, proces ten ma 38% szansę na doprowadzenie do udanej ciąży.
Kontrowersyjne jest zjawisko odpłatnego dawstwa.
Polskie Towarzystwo Ginekologiczne uznało dawstwo komórek jajowych za dopuszczalną procedurę.